# Cariocalandskap mellan bergen och havet
Cariocalandskap mellan bergen och havet är sedan 1 juli 2012 ett världsarv omkring staden Rio de Janeiro i Brasilien.
Världsarvet består av
- Tijucaskogen, Pretos Forros och Covanca i Tijuca nationalpark
- Bergsmonoliterna Pedra Bonita och Pedra da Gávea i Tijuca nationalpark
- Cariocabergen i Tijuca nationalpark
- Botaniska trädgården från 1808
- Corcovado med Kristusstatyn
- Guanabaravikens mynning och konstgjorda kustlinjer - Flamengo Park, historiska forten i Niterói, naturmonumentet Sockertoppen nära Copacabanas strandlinje.